# Lee Jung-jae
Lee Jung-jae (* 15. Dezember 1972 in Icheon, Gyeonggi-do) ist ein südkoreanischer Schauspieler. International bekannt wurde er besonders für seine Rolle in der weltweit erfolgreichen südkoreanischen Dramaserie Squid Game sowie seinem Mitwirken in der Star-Wars-Serie The Acolyte. Für seine Hauptrolle in Squid Game wurde er 2022 mit einem Emmy ausgezeichnet. Für seine Rolle als Prinz Suyang in dem Film The Face Reader (2013) erhielt er den Blue Dragon Award als bester Nebendarsteller.
Lee besitzt ein italienisches Restaurant, benannt nach seinem Film Il Mare, im Studenten- und Theaterviertel Daehangno, Jongno-gu, Seoul. Außerdem gründete er 2008 die Immobilienfirma Seorim C&D.
Lee stand von 2013 bis 2016 bei der Agentur C-JeS Entertainment (heute C-JeS Studios) exklusiv unter Vertrag.

## Filmografie
- 1993: Love is Oh Yeah!
- 1994: The Young Man
- 1996: Albatross
- 1997: Firebird
- 1997: Park vs Park
- 1998: An Affair (정사 Jeongsa)
- 1999: City of the Rising Sun (태양은 없다 Taeyang-eun Eobda)
- 1999: The Uprising
- 2000: Interview
- 2000: Das Haus am Meer – Il Mare
- 2000: Ruby
- 2001: Last Present (선물 Seonmul)
- 2001: MOB 2025 (Kurzfilm)
- 2001: Last Witness – Der letzte Zeuge (흑수선 Heuksuseon, Verweistitel: Der letzte Gefangene)
- 2002: Over the Rainbow (오버 더 레인보우)
- 2003: Oh! Brothers
- 2005: Typhoon (태풍)
- 2008: The Accidental Gangster and the Mistaken Courtesan (1724 기방난동사건)
- 2010: Das Hausmädchen
- 2012: El Fin del Mundo (Kurzfilm)
- 2012: The Thieves
- 2013: New World (신세계 Sinsegye)
- 2013: The Face Reader (관상 Gwansang)
- 2014: Big Match (빅매치)
- 2015: Assassination (암살 Amsal)
- 2016: Operation Chromite (인천상륙작전 Incheon Sangnyuk Jakjeon)
- 2016: Tik Tok (惊天大逆转)
- 2017: Warriors of the Dawn (대립군 Daeripgun)
- 2017: Along with the Gods: The Two Worlds
- 2018: Along with the Gods: The Last 49 Days
- 2019: Svaha: The Sixth Finger
- 2021–2025: Squid Game (Fernsehserie, 22 Episoden)
- 2022: Hunt
- 2024: The Acolyte (Fernsehserie)